# Vitbrynad kägelnäbb
Vitbrynad kägelnäbb (Conirostrum ferrugineiventre) är en fågel i familjen tangaror inom ordningen tättingar.

## Utseende
Vitbrynad kägelnäbb är en mycket liten tvåfärgad tangara med spetsig näbb. Undersidan är orangeröd, ovansidan blågrå. På huvudet syns ett tydligt vitt ögonbrynsstreck som gett arten dess namn. Könen är lika.

## Utbredning och systematik
Fågeln förekommer i Anderna i östra Peru (San Martín) och västra Bolivia. Den behandlas som monotypisk, det vill säga att den inte delas in i några underarter.

### Familjetillhörighet
Kägelnäbbarna har tidigare placerats i familjen skogssångare. Genetiska studier visar dock att de är en del av tangarorna.

## Levnadssätt
Vitbrynad kägelnäbb hittas i höglänta buskiga områden, från molnskogar till snåriga gräsmarker över trädgränsen. Ibland ses den även i Polylepis-skogar. Fågeln ses i par eller smågrupper, ofta i kringvandrande artblandade flockar med bergtangaror och blomstickare.

## Status och hot
Arten har ett stort utbredningsområde, men tros minska i antal, dock inte tillräckligt kraftigt för att den ska betraktas som hotad. Internationella naturvårdsunionen IUCN listar arten som livskraftig (LC).